# Park Narodowy Namib-Naukluft
Park Narodowy Namib-Naukluft – park narodowy położony w środkowo-zachodniej części Afryki. Został utworzony w 1979 roku przez połączenie dwóch obszarów chronionych: Parku Narodowego Pustyni Namib (utworzonego w 1904 roku) oraz Parku Narodowego Zebry Górskiej – Naukluft (utworzonego w 1967 roku). Obecnie jego obszar zajmuje prawie 50 tys. km² i jest jednym z największych obszarów chronionych na świecie. Zajmuje nadmorską równinę, stanowiącą część pustyni Namib, wraz z wydmami o długości dochodzącej do 50 km.

## Flora i fauna
Na Pustyni występuje wiele endemicznych zwierząt i roślin. Przyczyną tego jest izolacja i wiek pustyni. Namib jest pustynią od milionów lat, a zatem trwająca tyle lat susza czyniła ją zawsze niedostępną dla większości stworzeń z zewnątrz, tworząc trwałe środowisko, w którym wykształciła się wyspecjalizowana fauna i flora.

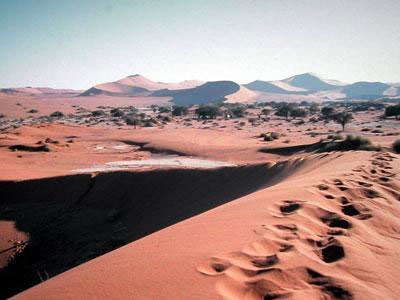
Park Narodowy Namib-Naukluft

Na tej prastarej pustyni rośnie ponad 50 gatunków traw i porostów występujących jedynie na tym obszarze. Nie zarośnięte są tylko ruchome piaszczyste wydmy. Spośród małych przedstawicieli fauny spotkamy tu jaszczurki, chrząszcze, pająki, natomiast duże ssaki, które tu się pojawiają to szakale, antylopy, a także górskie zebry.